# USS S-39 (SS-144)
USS S-39 (SS-144) – amerykański okręt podwodny typu S-1 zwodowany 2 lipca 1919 roku w stoczni Bethlehem Steel, przyjęty do służby w marynarce amerykańskiej 14 września 1923 roku. Okręt wziął udział w wojnie na Pacyfiku, 16 sierpnia 1942 roku zatonął jednak na skałach w pobliżu wyspy Rossela. 